# A Dél-afrikai Köztársaság a 2011-es úszó-világbajnokságon
A Dél-afrikai Köztársaság a 2011-es úszó-világbajnokságon 67 sportolóval vett részt.

## Érmesek
|     | Nemzet                  | Arany | Ezüst | Bronz | Összesen |
| 25. | Dél-afrikai Köztársaság | 0     | 0     | 3     | 3        |

| Érem      | Név                   | Sport | Esemény                     | Dátum      |
| --------- | --------------------- | ----- | --------------------------- | ---------- |
| Bronzérem | Cameron van der Burgh | Úszás | Férfi 100 méteres mellúszás | július 25. |
| Bronzérem | Cameron van der Burgh | Úszás | Férfi 50 méteres mellúszás  | július 27. |
| Bronzérem | Gerhardus Zandberg    | Úszás | Férfi 50 méteres hátúszás   | július 31. |

## Hosszútávúszás
Férfi
| Versenyző     | Esemény                             | Döntő     | Döntő    |
| Versenyző     | Esemény                             | Idő       | Helyezés |
| ------------- | ----------------------------------- | --------- | -------- |
| Danie Marais  | Férfi 5 kilométeres hosszútávúszás  | 59:46.9   | 32       |
| Troy Prinsloo | Férfi 5 kilométeres hosszútávúszás  | 56:37.3   | 21       |
| Troy Prinsloo | Férfi 10 kilométeres hosszútávúszás | 1:58:48.5 | 38       |
| Chad Ho       | Férfi 10 kilométeres hosszútávúszás | 1:54:58.6 | 20       |

Női
| Versenyző       | Esemény                           | Döntő     | Döntő    |
| Versenyző       | Esemény                           | Idő       | Helyezés |
| --------------- | --------------------------------- | --------- | -------- |
| Nicole Brits    | Női 5 kilométeres hosszútávúszás  | 1:04:53.1 | 33       |
| Jessica Roux    | Női 5 kilométeres hosszútávúszás  | 1:07:46.2 | 38       |
| Jessica Roux    | Női 10 kilométeres hosszútávúszás | 2:16:34.5 | 45       |
| Natalie Du Toit | Női 10 kilométeres hosszútávúszás | 2:08:27.1 | 39       |

Csapat
| Versenyző                             | Esemény               | Döntő | Döntő    |
| Versenyző                             | Esemény               | Idő   | Helyezés |
| ------------------------------------- | --------------------- | ----- | -------- |
| Natalie du Toit Chad Ho Troy Prinsloo | Csapat hosszútávúszás | DNS   | DNS      |

## Úszás
Férfi
| Versenyző                                                   | Esemény                            | Selejtezők | Selejtezők | Elődöntők         | Elődöntők         | Döntő               | Döntő               |
| Versenyző                                                   | Esemény                            | Idő        | Helyezés   | Idő               | Helyezés          | Idő                 | Helyezés            |
| ----------------------------------------------------------- | ---------------------------------- | ---------- | ---------- | ----------------- | ----------------- | ------------------- | ------------------- |
| Gideon Louw                                                 | Férfi 50 méteres gyorsúszás        | 22.21      | 11 Q       | 22.02             | 6 Q               | 22.11               | 8                   |
| Gideon Louw                                                 | Férfi 100 méteres gyorsúszás       | 48.74      | 10 Q       | 48.96             | 15                | Nem jutott tovább   | Nem jutott tovább   |
| Roland Schoeman                                             | Férfi 50 méteres gyorsúszás        | 22.32      | 15 Q       | 22.42             | 16                | Nem jutott tovább   | Nem jutott tovább   |
| Roland Schoeman                                             | Férfi 50 méteres pillangóúszás     | 23.64      | 10 Q       | 23.48             | 9                 | Nem jutott tovább   | Nem jutott tovább   |
| Graeme Moore                                                | Férfi 100 méteres gyorsúszás       | 48.65      | 9 Q        | 48.59             | 12                | Nem jutott tovább   | Nem jutott tovább   |
| Jean Basson                                                 | Férfi 200 méteres gyorsúszás       | 1:48.95    | 25         | Nem jutott tovább | Nem jutott tovább | Nem jutott tovább   | Nem jutott tovább   |
| Heerden Herman                                              | Férfi 400 méteres gyorsúszás       | 3:49.55    | 16         |                   |                   | Nem jutott tovább   | Nem jutott tovább   |
| Heerden Herman                                              | Férfi 800 méteres gyorsúszás       | 8:01.79    | 18         |                   |                   | Nem jutott tovább   | Nem jutott tovább   |
| Heerden Herman                                              | Férfi 1500 méteres gyorsúszás      | 15:21.92   | 17         |                   |                   | Nem jutott tovább   | Nem jutott tovább   |
| Mark Randall                                                | Férfi 800 méteres gyorsúszás       | 8:02.45    | 20         |                   |                   | Nem jutott tovább   | Nem jutott tovább   |
| Gerhardus Zandberg                                          | Férfi 50 méteres hátúszás          | 24.72      | 1 Q        | 24.91             | 3 Q               | 24.66               | Bronzérem           |
| Gerhardus Zandberg                                          | Férfi 100 méteres hátúszás         | 55.21      | 31         | Nem jutott tovább | Nem jutott tovább | Nem jutott tovább   | Nem jutott tovább   |
| Charl Crous                                                 | Férfi 100 méteres hátúszás         | 55.14      | 30         | Nem jutott tovább | Nem jutott tovább | Nem jutott tovább   | Nem jutott tovább   |
| Darren Murray                                               | Férfi 200 méteres hátúszás         | 1:58.73    | 18         | Nem jutott tovább | Nem jutott tovább | Nem jutott tovább   | Nem jutott tovább   |
| Cameron van der Burgh                                       | Férfi 50 méteres mellúszás         | 27.58      | 7 Q        | 26.90             | 1 Q               | 27.19               | Bronzérem           |
| Cameron van der Burgh                                       | Férfi 100 méteres mellúszás        | 1:00.39    | 10 Q       | 1:00.07           | 5 Q               | 59.49               | Bronzérem           |
| Neil Versfeld                                               | Férfi 100 méteres mellúszás        | 1:01.72    | 34         | Nem jutott tovább | Nem jutott tovább | Nem jutott tovább   | Nem jutott tovább   |
| Neil Versfeld                                               | Férfi 200 méteres mellúszás        | 2:12.54    | 11 Q       | 2:12.32           | 16                | Nem jutott tovább   | Nem jutott tovább   |
| Chad le Clos                                                | Férfi 100 méteres pillangóúszás    | 52.54      | 13 Q       | 52.44             | 13                | Nem jutott tovább   | Nem jutott tovább   |
| Chad le Clos                                                | Férfi 200 méteres pillangóúszás    | 1:56.37    | 7 Q        | 1:55.56           | 7 Q               | 1:55.07             | 5                   |
| Sebastien Rousseau                                          | Férfi 200 méteres pillangóúszás    | 1:57.15    | 17         | Nem jutott tovább | Nem jutott tovább | Nem jutott tovább   | Nem jutott tovább   |
| Darian Townsend                                             | Férfi 200 méteres vegyesúszás      | 1:59.97    | 14 Q       | 1:59.49           | 9                 | Nem jutott tovább   | Nem jutott tovább   |
| Riaan Schoeman                                              | Férfi 400 méteres vegyesúszás      | 4:16.53    | 9          |                   |                   | Nem jutott tovább   | Nem jutott tovább   |
| Graeme Moore Darian Townsend Gideon Louw Leith Shankland    | Férfi 4 × 100 méteres gyorsváltó   | 3:14.72    | 7 Q        |                   |                   | 3:13.38             | 6                   |
| Darian Townsend Jean Basson Jan Venter Sebastien Rousseau   | Férfi 4 × 200 méteres gyorsváltó   | 7:15.65    | 12         |                   |                   | Nem jutottak tovább | Nem jutottak tovább |
| Charl Crous Cameron van der Burgh Chad le Clos Graeme Moore | Férfi 4 × 100 méteres vegyes váltó | 3:36.47    | 10         |                   |                   | Nem jutottak tovább | Nem jutottak tovább |

Női
| Versenyző                                                   | Esemény                        | Selejtezők | Selejtezők | Elődöntők         | Elődöntők         | Döntő               | Döntő               |
| Versenyző                                                   | Esemény                        | Idő        | Helyezés   | Idő               | Helyezés          | Idő                 | Helyezés            |
| ----------------------------------------------------------- | ------------------------------ | ---------- | ---------- | ----------------- | ----------------- | ------------------- | ------------------- |
| Karin Prinsloo                                              | Női 50 méteres gyorsúszás      | 25.89      | 25         | Nem jutott tovább | Nem jutott tovább | Nem jutott tovább   | Nem jutott tovább   |
| Karin Prinsloo                                              | Női 100 méteres gyorsúszás     | 55.57      | 26         | Nem jutott tovább | Nem jutott tovább | Nem jutott tovább   | Nem jutott tovább   |
| Karin Prinsloo                                              | Női 200 méteres gyorsúszás     | 1:59.52    | 25         | Nem jutott tovább | Nem jutott tovább | Nem jutott tovább   | Nem jutott tovább   |
| Karin Prinsloo                                              | Női 50 méteres hátúszás        | 29.03      | 22         | Nem jutott tovább | Nem jutott tovább | Nem jutott tovább   | Nem jutott tovább   |
| Karin Prinsloo                                              | Női 100 méteres hátúszás       | 1:01.34    | 14 Q       | 1:01.54           | 16                | Nem jutott tovább   | Nem jutott tovább   |
| Wendy Trott                                                 | Női 400 méteres gyorsúszás     | 4:10.57    | 18         |                   |                   | Nem jutott tovább   | Nem jutott tovább   |
| Wendy Trott                                                 | Női 800 méteres gyorsúszás     | 8:28.75    | 8 Q        |                   |                   | 8:30.45             | 7                   |
| Wendy Trott                                                 | Női 1500 méteres gyorsúszás    | 16:05.63   | 5 Q        |                   |                   | 16:06.02            | 6                   |
| Leone Vorster                                               | Női 200 méteres hátúszás       | 2:16.45    | 31         | Nem jutott tovább | Nem jutott tovább | Nem jutott tovább   | Nem jutott tovább   |
| Suzaan van Biljon                                           | Női 50 méteres mellúszás       | 31.96      | 15 Q       | 31.97             | 14                | Nem jutott tovább   | Nem jutott tovább   |
| Suzaan van Biljon                                           | Női 200 méteres mellúszás      | 1:09.64    | 25         | Nem jutott tovább | Nem jutott tovább | Nem jutott tovább   | Nem jutott tovább   |
| Vanessa Mohr                                                | Női 50 méteres pillangóúszás   | 26.69      | 15 Q       | 26.74             | 15                | Nem jutott tovább   | Nem jutott tovább   |
| Vanessa Mohr                                                | Női 100 méteres pillangóúszás  | 58.96      | 17         | Nem jutott tovább | Nem jutott tovább | Nem jutott tovább   | Nem jutott tovább   |
| Katheryn Anne Meaklim                                       | Női 200 méteres vegyesúszás    | 2:15.15    | 18         | Nem jutott tovább | Nem jutott tovább | Nem jutott tovább   | Nem jutott tovább   |
| Katheryn Anne Meaklim                                       | Női 400 méteres vegyesúszás    | 4:41.07    | 11         |                   |                   | Nem jutott tovább   | Nem jutott tovább   |
| Karin Prinsloo Suzaan van Biljon Vanessa Mohr Leone Vorster | Női 4 × 100 méteres gyorsváltó | 4:04.97    | 15         |                   |                   | Nem jutottak tovább | Nem jutottak tovább |

## Szinkronúszás
Női
| Versenyző | Esemény               | Selejtező | Selejtező | Döntő               | Döntő               |
| Versenyző | Esemény               | Pont      | Helyezés  | Pont                | Helyezés            |
| --- | --------------------- | --------- | --------- | ------------------- | ------------------- |
| Laura Strugnell | Egyéni rövid program  | 61.800    | 33        | Nem jutott tovább   | Nem jutott tovább   |
| Laura Strugnell | Egyéni szabad program | 62.690    | 31        | Did not advance     | Did not advance     |
| Emma Manners-Wood Nicola David                                                                                             | Páros rövid program   | 61.500    | 42        | Nem jutottak tovább | Nem jutottak tovább |
| Emma Manners-Wood Laura Strugnell                                                                                          | Páros szabad program  | 63.900    | 42        | Nem jutottak tovább | Nem jutottak tovább |
| Jessica Broughton Shannon Crowder Nicola David Jessica Domiro Jessica Hayes Hill Lucy McCarthy Kerry Norden Kelly Sloley   | Kombinációs kűr       | 64.400    | 22        | Nem jutottak tovább | Nem jutottak tovább |
| Jessica Broughton Shannon Crowder Jessica Domiro Natasha Domiro Jessica Hayes Hill Lucy McCarthy Kerry Norden Kelly Sloley | Csapat szabad program | 60.290    | 24        | Nem jutottak tovább | Nem jutottak tovább |

Tartalék
- Fatima Isaacs

## Vízilabda

### Férfi
Csapattagok
- Grant Duane Belcher
- Pat McCarthy
- Jared Wingate Pearse
- Wesley Bohata – Kapitány
- Bevan Manson
- Jason Ray Kyte
- Gavin John Kyte
- Ryan Mckay Bell
- Gareth Seth Samuel
- Donn Stewart
- Adam Kajee
- Nicholas Jon Molyneux
- Matthew Andrew Chris Kemp

#### D csoport
| Csapat           | M | Gy | D | V | G+ | G– | Gk  | P |
| ---------------- | - | -- | - | - | -- | -- | --- | - |
| Olaszország      | 3 | 3  | 0 | 0 | 32 | 12 | +20 | 6 |
| Németország      | 3 | 2  | 0 | 1 | 31 | 22 | +9  | 4 |
| Egyesült Államok | 3 | 1  | 0 | 2 | 32 | 20 | +12 | 2 |
| Dél-Afrika       | 3 | 0  | 0 | 3 | 12 | 53 | –41 | 0 |

| 2011. július 18. 19:40 | Olaszország          | 17 – 1      | Dél-Afrika  | Sanghaj Nézőszám: 450 Játékvezetők: Balfanbajev (KAZ), Menendez (CUB) |
| 2011. július 18. 19:40 | (5–0, 3–0, 5–0, 4–1) |             |             | Sanghaj Nézőszám: 450 Játékvezetők: Balfanbajev (KAZ), Menendez (CUB) |
| 2011. július 18. 19:40 | Deserti 4            | Jegyzőkönyv | J.R. Kyte 1 | Sanghaj Nézőszám: 450 Játékvezetők: Balfanbajev (KAZ), Menendez (CUB) |

| 2011. július 20. 13:30 | Dél-Afrika           | 8 – 16      | Németország | Sanghaj Nézőszám: 500 Játékvezetők: Ciric (SRB), Alexandrescu (ROU) |
| 2011. július 20. 13:30 | (2–3, 2–4, 1–4, 3–5) |             |             | Sanghaj Nézőszám: 500 Játékvezetők: Ciric (SRB), Alexandrescu (ROU) |
| 2011. július 20. 13:30 | J.R. Kyte, Bell 3    | Jegyzőkönyv | Oeler 6     | Sanghaj Nézőszám: 500 Játékvezetők: Ciric (SRB), Alexandrescu (ROU) |

| 2011. július 22. 12:10 | Egyesült Államok     | 20 – 3      | Dél-Afrika      | Sanghaj Nézőszám: 450 Játékvezetők: Reemnet (NED), Menendez (CUB) |
| 2011. július 22. 12:10 | (5–0, 4–1, 5–0, 6–2) |             |                 | Sanghaj Nézőszám: 450 Játékvezetők: Reemnet (NED), Menendez (CUB) |
| 2011. július 22. 12:10 | Azevedo 5            | Jegyzőkönyv | három játékos 1 | Sanghaj Nézőszám: 450 Játékvezetők: Reemnet (NED), Menendez (CUB) |

#### A 13–16. helyért
| 26. mérkőzés 2011. július 24. 10:50 | Brazília             | 7 – 4       | Dél-Afrika | Sanghaj Nézőszám: 700 Játékvezetők: Juhász (HUN), Rustamova (UZB) |
| 26. mérkőzés 2011. július 24. 10:50 | (4–0, 0–1, 1–2, 2–1) |             |            | Sanghaj Nézőszám: 700 Játékvezetők: Juhász (HUN), Rustamova (UZB) |
| 26. mérkőzés 2011. július 24. 10:50 | Franco 2             | Jegyzőkönyv | Manson 2   | Sanghaj Nézőszám: 700 Játékvezetők: Juhász (HUN), Rustamova (UZB) |

#### A 15. helyért
| 31. mérkőzés 2011. július 26. 08:40 | Kína                 | 9 – 4       | Dél-Afrika | Sanghaj Nézőszám: 250 Játékvezetők: Menendez (CUB), Cabral (BRA) |
| 31. mérkőzés 2011. július 26. 08:40 | (3–1, 2–2, 2–0, 2–1) |             |            | Sanghaj Nézőszám: 250 Játékvezetők: Menendez (CUB), Cabral (BRA) |
| 31. mérkőzés 2011. július 26. 08:40 | Yu, Li 2             | Jegyzőkönyv | Bell 2     | Sanghaj Nézőszám: 250 Játékvezetők: Menendez (CUB), Cabral (BRA) |

### Női
Csapattagok
- Leigh Maarschalk
- Kimberly Patricia Schmidt
- Kimberly Kay
- Shelley Kirsty Faulmann
- Megan Catherine Schooling
- Laura Marie Barrett
- Christine Joan Barretto
- Lee Anne Keet
- Delanine Monique Christian
- Sarah Lee Harris
- Nicolette Poulos – Kapitány
- Kelsey White
- Jemma Dendy Young

#### D csoport
| Csapat      | M | Gy | D | V | G+ | G– | Gk  | P |
| ----------- | - | -- | - | - | -- | -- | --- | - |
| Olaszország | 3 | 3  | 0 | 0 | 40 | 15 | +25 | 6 |
| Kína        | 3 | 2  | 0 | 1 | 50 | 21 | +29 | 4 |
| Kuba        | 3 | 0  | 1 | 2 | 19 | 40 | −21 | 1 |
| Dél-Afrika  | 3 | 0  | 1 | 2 | 16 | 49 | −33 | 1 |

| 2011. július 17. 19:00 | Dél-Afrika           | 5 – 22      | Kína | Sanghaj Nézőszám: 450 Játékvezetők: Deslieres (CAN), Makita (JPN) |
| 2011. július 17. 19:00 | (1–5, 0–6, 2–5, 2–6) |             |      | Sanghaj Nézőszám: 450 Játékvezetők: Deslieres (CAN), Makita (JPN) |
| 2011. július 17. 19:00 | White, Young 2       | Jegyzőkönyv | Ma 6 | Sanghaj Nézőszám: 450 Játékvezetők: Deslieres (CAN), Makita (JPN) |

| 2011. július 19. 17:00 | Olaszország          | 18 – 2      | Dél-Afrika          | Sanghaj Nézőszám: 400 Játékvezetők: Peris (CRO), Rustamova (UZB) |
| 2011. július 19. 17:00 | (4–2, 5–0, 5–0, 4–0) |             |                     | Sanghaj Nézőszám: 400 Játékvezetők: Peris (CRO), Rustamova (UZB) |
| 2011. július 19. 17:00 | Casanova 4           | Jegyzőkönyv | Schooling, Harris 1 | Sanghaj Nézőszám: 400 Játékvezetők: Peris (CRO), Rustamova (UZB) |

| 2011. július 21. 12:10 | Dél-Afrika           | 9 – 9       | Kuba                               | Sanghaj Nézőszám: 250 Játékvezetők: Reemnet (NED), Makita (JPN) |
| 2011. július 21. 12:10 | (3–3, 1–1, 1–1, 4–4) |             |                                    | Sanghaj Nézőszám: 250 Játékvezetők: Reemnet (NED), Makita (JPN) |
| 2011. július 21. 12:10 | Harris 5             | Jegyzőkönyv | Bravo Curro, Hernandez Consuegra 3 | Sanghaj Nézőszám: 250 Játékvezetők: Reemnet (NED), Makita (JPN) |

#### A 13–16. helyért
| 26. mérkőzés 2011. július 23. 10:50 | Brazília             | 10 – 9      | Dél-Afrika | Sanghaj Nézőszám: 550 Játékvezetők: Alexandrescu (ROU), Wengenroth (SUI) |
| 26. mérkőzés 2011. július 23. 10:50 | (3–2, 3–1, 2–2, 2–4) |             |            | Sanghaj Nézőszám: 550 Játékvezetők: Alexandrescu (ROU), Wengenroth (SUI) |
| 26. mérkőzés 2011. július 23. 10:50 | Canetti, Carvalho 2  | Jegyzőkönyv | Harris 4   | Sanghaj Nézőszám: 550 Játékvezetők: Alexandrescu (ROU), Wengenroth (SUI) |

#### A 15. helyért
| 31. mérkőzés 2011. július 25. 08:40 | Üzbegisztán          | 5 – 6       | Dél-Afrika    | Sanghaj Nézőszám: 200 Játékvezetők: Gonzalez (PUR), Menendez (CUB) |
| 31. mérkőzés 2011. július 25. 08:40 | (0–1, 2–2, 2–1, 1–2) |             |               | Sanghaj Nézőszám: 200 Játékvezetők: Gonzalez (PUR), Menendez (CUB) |
| 31. mérkőzés 2011. július 25. 08:40 | öt játékos 1         | Jegyzőkönyv | Kay, Harris 2 | Sanghaj Nézőszám: 200 Játékvezetők: Gonzalez (PUR), Menendez (CUB) |